# Adolf Opel

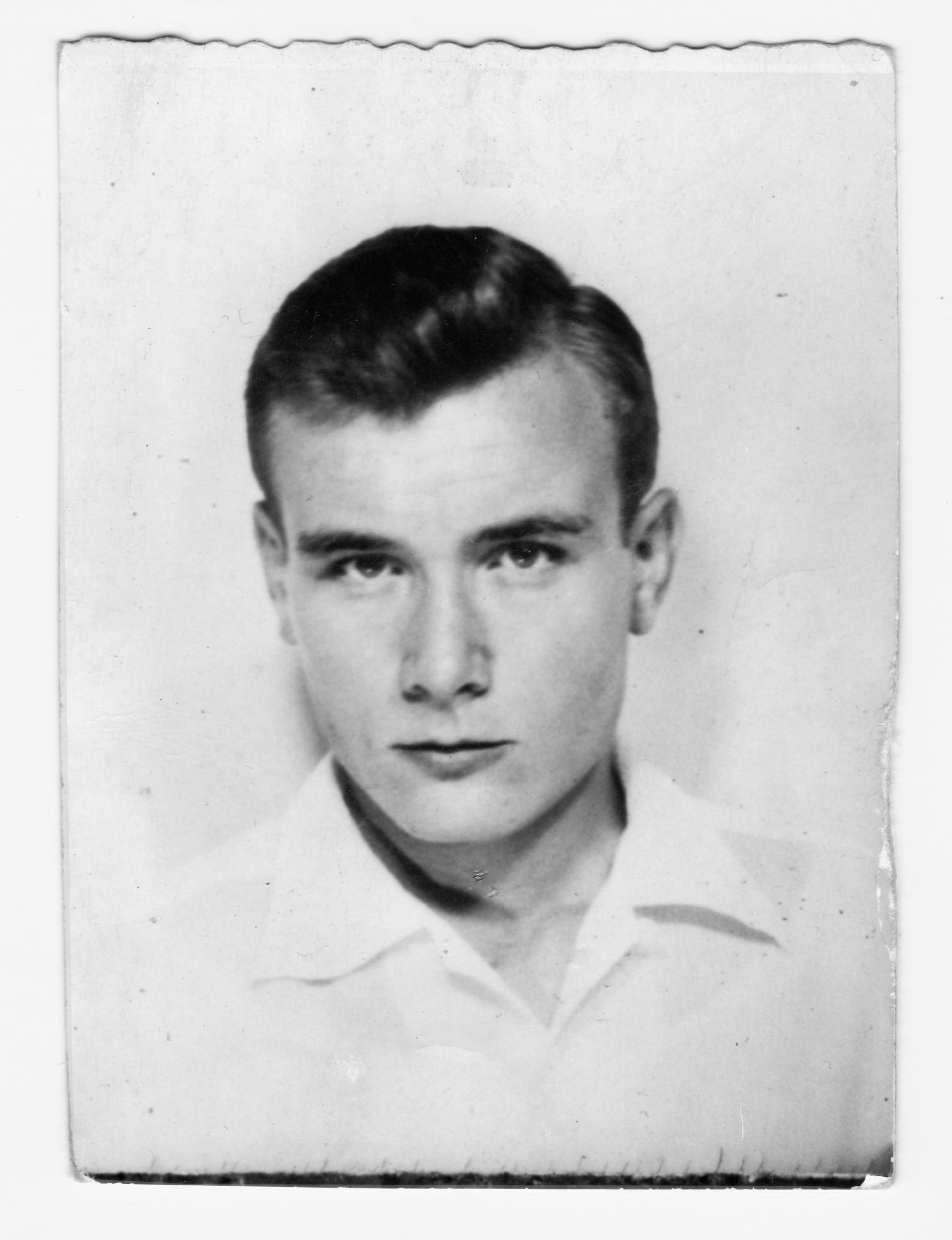
Adolf Opel

Adolf Opel (* 12. Juni 1935 in Wien; † 15. Juli 2018 ebenda) war ein österreichischer Schriftsteller, Filmemacher und Herausgeber.

## Leben
Adolf Opel studierte zwischen 1953 und 1959 an der Universität Wien und der State University of Iowa (Iowa City, USA) Psychologie, Literatur- und Theaterwissenschaft sowie Film. Er hat unter anderem bei Viktor E. Frankl, Heinz Kindermann, Margret Dietrich und Sylvia Bayr-Klimpfinger studiert. Ab 1986 führte er den Berufstitel Professor.
1956 begann Adolf Opel seine journalistische Tätigkeit bei der Wiener Tageszeitung Neues Österreich. Es folgte eine langjährige Arbeit als freiberuflicher Kulturpublizist, Kritiker und Auslandskorrespondent für die nationale und internationale Presse, darunter Stuttgarter Zeitung, Saarbrücker Zeitung, Morgenbladet (Oslo), Nowa Kultura (Warschau) und andere. Für den ORF hat er Radiosendungen und Features erstellt. Er schrieb Theaterstücke, Drehbücher und Musicals; zudem war er unter anderem Herausgeber der Schriften von Adolf Loos, Lina Loos sowie der autobiographischen Erinnerungen von Elsie Altmann-Loos und Claire Loos. Er war für die Gestaltungen der Adolf Loos-Ausstellung im Centro de Arte y Communicación in Buenos Aires 1981 und der Ausstellung Adolf Loos – Interieurs und Utopie (Wien 1986) mitverantwortlich. 2016 gab er Ketten in das Meer von Bohuslav Kokoschka, dem jüngeren Bruder von Oskar Kokoschka, neu heraus und schrieb auch das Nachwort hierfür.
Er hat mehrjährige Studienaufenthalte in den USA, Mexiko, Brasilien, Argentinien und Paraguay verbracht, dazu in vielen europäischen Ländern sowie im Fernen und im Nahen Osten. Mit Thornton Wilder ist er 1959 durch Österreich gereist. Mitte der 1960er Jahre war Opel der Lebensabschnittspartner von Ingeborg Bachmann, was für ihr Romanfragment Der Fall Franza und das Gedicht Böhmen liegt am Meer relevant ist. Gemeinsam mit ihr ist er nach Prag, Ägypten und in den Sudan gereist.
Opel wurde auf dem Wiener Zentralfriedhof bestattet.
Adolf Opel war Mitglied des Österreichischen PEN-Clubs, der Verbände dramatischer Schriftsteller und der Filmregisseure Österreichs. Sein Nachlass befindet sich im Literaturarchiv der Österreichischen Nationalbibliothek.

## Werke
Theaterstücke:
- Durst vor dem Kampf, UA 1955
- Hochzeit in Chicago, UA 1957
- Auf dem Wege der Besserung, UA 1957
- Die glücklichen Begegnungen, UA 1961
- Wilhelm Voigt – Der Hauptmann von Köpenick, Musical, UA 1977
- Roaring Twenties / Die Goldenen Zwanziger, Musical, UA 1989

Bibliografie:
- Leopold von Sacher-Masoch: Der Judenraphael (Hrsg.), Wien 1989 – Amerik. Übers. von Michael T. O'Pecko: A light for others and other Jewish tales from Galicia, Riverside 1994
- Wanda und Leopold von Sacher-Masoch: Szenen einer Ehe. Eine kontroversielle Biographie, Wien 1996
- „Landschaft, für die Augen gemacht sind“. Mit Ingeborg Bachmann in Ägypten, Wien 1996
- „Wo mir das Lachen zurückgekommen ist …“. Auf Reisen mit Ingeborg Bachmann, München 2001

Herausgegebene Schriften von Adolf Loos (Auszug):
- Ins Leere gesprochen. Gesammelte Schriften 1897–1900, Wien 1981, 1987, 1997
- Trotzdem. Gesammelte Schriften 1900–1930, Wien 1982, 1988, 1997
- Die Potemkinsche Stadt. Verschollene Schriften 1897–1933, Wien 1983, 1997
- Über Architektur. Ausgewählte Schriften – die Originaltexte, Wien 1995
- Ornament und Verbrechen. Ausgewählte Schriften – die Originaltexte, Wien 2000

Herausgegebene Schriften von Elsie Altmann-Loos und Claire Loos (Auszug):
- Elsie Altmann-Loos: Mein Leben mit Adolf Loos, Wien 1984, 2013
- Claire Loos: Adolf Loos privat, Wien/Köln/Graz 1985
- Elsie Altmann-Loos, Lina Loos, Claire Loos: Adolf Loos – der Mensch, Wien 2002

Herausgegebene Schriften von Else Feldmann (Auszug):
- Else Feldmann: Der Leib der Mutter, Wien 1993
- Else Feldmann: Löwenzahn. Eine Kindheit, Wien 1993
- Else Feldmann: Martha und Antonia, Wien 1997
- Else Feldmann: Flüchtiges Glück. Sozialreportagen aus der Zwischenkriegszeit, Wien 2018

Herausgegebene Schriften von Lina Loos:
- Lina Loos: Das Buch ohne Titel, Wien 1986, Frankfurt/Berlin 1989, Wien 1996 und 2013
- Lina Loos: Wie man wird, was man ist, Wien 1994
- Du silberne Dame Du. Briefe von und an Lina Loos, Wien 2016

Filme (Regie und Buch, Auszug):
- Der Weibsteufel, nach Karl Schönherr, 1966 (nur Drehbuch)
- Seid nett zu Mr. Sloane, nach Joe Orton, 1968 (nur Drehbuch)
- Todesfuge, Kurzfilm nach Paul Celan, 1977/'78
- Auferstehung der Worte, über Franz Theodor Csokor, 1978
- Arielse, über Elsie Altmann-Loos, 1979/'80
- Ewig jung bleibt nur die Phantasie, über Elisabeth Bergner, 1981/'82
- Die Macht des Geistes über den Stoff, über Michel Blümelhuber, 1983 (nur Regie)
- Lebendes Wort – bleibendes Werk (Serie)
- Die Frage nach dem Sinn, über Viktor E. Frankl, 1990
- Sind Sie Kritiker?, über Hans Weigel, 1991
- Gegen die messbare Zeit, über Erich Wolfgang Skwara, 1993
- Das Suchen nach dem gestrigen Tag, über H.C. Artmann, 1993

## Preise und Auszeichnungen
- Grand Prix, 7. Internationales Filmfestival Thessaloniki, 1978
- 1. Preis, Rassegna Internazionale del Film didattico, Rom 1979
- Hauptpreis, Internationales Filmfestival Huesca 1979
- Filmpreis des Wiener Kunstfonds 1979
- Theodor-Körner-Preis 1981, 1987 und 1993
- Bester Film, Film- und Videowettbewerb Linz, 1994 und 1995

Außerdem zahlreiche Veröffentlichungen in Anthologien, u. a. Österreichische Lyrik nach 1945 (1960), in Zeitschriften und Zeitungen, Beiträge für Schauspielführer. Übersetzungen und bearbeitungen von Theaterstücken, Prosatexten und Lyrik aus dem Portugiesischen, Spanischen, Englischen und Französischen, u. a. von Griselda Gambaro, José Lopez Rubio und João Bethencourt.